# Noventa y cuatro
El noventa y cuatro (94) es el número natural que sigue al noventa y tres y precede al noventa y cinco.

## Propiedades matemáticas
- Es un número compuesto, que tiene los siguientes factores propios: 1, 2 y 47. Como la suma de sus factores es 50 < 93, se trata de un número defectivo.

## Características
- El 94 es el número atómico del plutonio.
- Es el código telefónico internacional de Sri Lanka.

- Datos: Q683782
- Multimedia: 94 (number) / Q683782